# 朱利安·博奈爾
朱利安·博奈尔（法語：Julien Bonnaire，法語發音：[ʒyljɛ̃ bɔnɛʁ]；1978年9月20日—）是一位法國橄欖球運動員，出生于布尔关雅略。他是法國國家橄欖球隊的一員，代表法國參加了2011年世界盃橄欖球賽。